# Edgar Bourloton

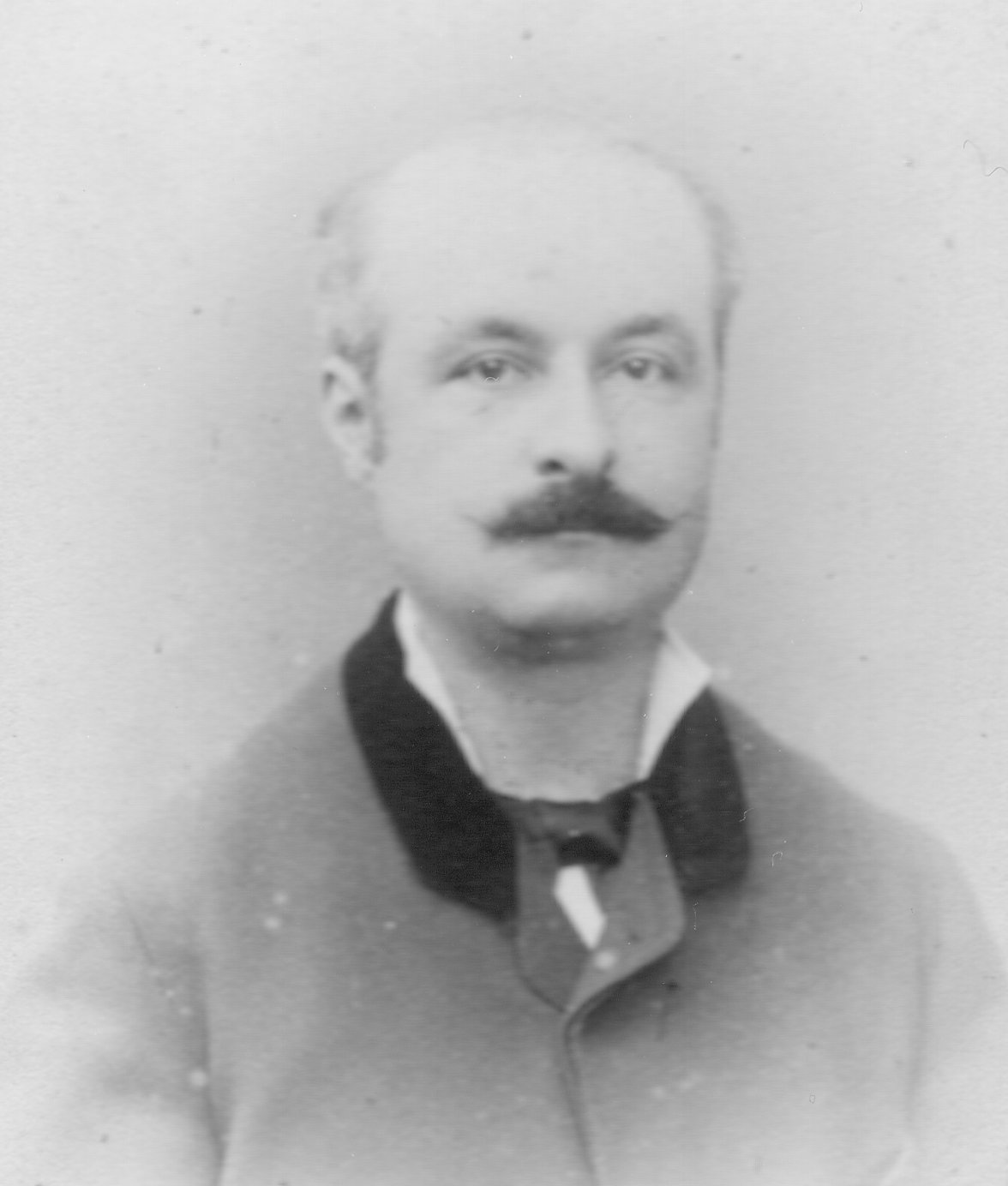
Edgard Bourloton, Anonyme Fotografie

Louis Marie Étienne Edgar Bourloton (* 17. August 1844 in Fontenay-le-Comte; † 15. März 1914 in Arcachon) war ein französischer Verleger und Historiker.

## Leben
Edgar Bourloton ist der Sohn von Julie Zoé Rivet (1820–1871) und Louis Bourloton (1810–1888), einem Rhetoriklehrer am Collège in Fontenay-le-Comte und Autor von Schulbüchern. Er studierte Jura bis zu seinem Abschluss als Rechtsanwalt, den er jedoch nie nutzte. In seiner katholisch geprägten Familie fiel er durch seine republikanischen Ansichten aus.
Nach dem Tod seiner Mutter, zu der er bereits in seiner frühen Kindheit eine sehr enge Beziehung entwickelt hatte, ließ Edgar für sie auf dem Friedhof Notre-Dame in Fontenay ein Grabmal errichten, das sie in einer liegenden Figur zeigt – das einzige auf diesem Friedhof. Das Grabmal ist noch heute vorhanden.
Bei Ausbruch des Deutsch-Französischen Krieges 1870 trat Edgar in das Régiment de zouaves de la Garde impériale ein, ein Elite-Regiment Napoleons III. In der Schlacht von Sedan wurde er gefangen genommen, er verbrachte seine Gefangenschaft in Erfurt. Ein reicher jüdischer Bankier befreite ihn aus dieser Situation, vielleicht mit dem Ziel, als Hauslehrer für seinen Sohn zu fungieren. Als der Krieg vorbei war, begab sich Edgar mit diesem jungen Deutschen auf eine große Reise nach Italien.
Während seiner Gefangenschaft in Deutschland sammelt er Beobachtungen, die er später in seinem Werk L'Allemagne contemporaine verwendete. In Deutschland lernte er auch Edmond Robert (1849–1907) kennen, mit dem er 1873 La Commune et ses idées à travers l'histoire veröffentlichte.
Als er 1872 nach Frankreich zurückkehrte, beschloss er, die Abtei Maillezais zu kaufen, in der unter anderem die Kathedrale Saint-Pierre de Maillezais stand. Diese stand seit dem Tod von Madame Pouey d'Avant vier Jahre zuvor zum Verkauf und verfiel zusehends, da die Materialien, die für den Bau der Kathedrale verwendet worden waren, seit der Französischen Revolution nach und nach verkauft wurden. Mit dem Erbe ihrer Mutter beschlossen Edgar und sein Bruder Camille Bourloton (1848–1884), Mitglieder der Päpstlichen Zuaven, die Gebäude zu retten, da sie sie für historisch bedeutsam hielten. Nach ihrem Tod wurde die Abtei am 30. Januar 1924 unter Denkmalschutz gestellt.
Sie kauften gemeinsam die Abtei mit fünf Hektar Land drum herum. Die Klostergebäude gehörten Camille und der Bischofspalastes Edgar, der beschloss, das heutige Haus zu bauen, das ganz von seinen italienischen Erinnerungen inspiriert ist. Es war vor allem sein Vater, Louis Bourloton, der es bis zu seinem Tod im Jahr 1888 bewohnte.
Ab 1888 beteiligte er sich an der Revue du Bas-Poitou, einer vierteljährlich erscheinenden Publikation, die von René Valette geleitet wurde. Er war auch Herausgeber des von Adolphe Robert und Gaston Cougny geleiteten Dictionnaire des parlementaires français (1889–1891), ein bei Historikern und Sammlern immer noch beliebtes Werk.
Edgar wohnte sporadisch in Maillezais und wurde in den 1880er Jahren in den Gemeinderat gewählt. Er heiratete Marguerite Rossignol, deren Vater ein Notar in Vouillé im Département Vienne, war. Aus dieser Verbindung gingen drei Kinder hervor: Pierre (1884), Marguerite (1885) und Marie (1897) hervor. Die Familie wohnt in Paris in der Rue de Vaugirard 46, ganz in der Nähe des Palais du Luxembourg, dem Sitz des Senats.
Darüber hinaus fungierte er als Geschäftsführer und Herausgeber des Bulletin hebdomadaire de statistique municipale de la ville de Paris, das von Jacques Bertillon geleitet und von der Buchhandlung Masson vertrieben wurde.
Nach dem Tod sein Schwiegermutter im Jahr 1911 trennte sich Edgar von seiner Familie und zog nach Bourg-la-Reine südlich von Paris, während seine Frau und seine Tochter Marie in Le Breuil-l'Abbesse bei Poitiers wohnten, einem Haus, das den Großeltern Rossignol gehörte und wahrscheinlich von ihnen gebaut wurde. Der Großvater, Alexandre Rossignol (1816–1897), war dort Notar und später Friedensrichter in Poitiers.
Von Bourg-la-Reine aus zog Edgar nach Arcachon um, wo er 1914 starb. Er wurde am 19. März beerdigt.
Die Rue Edgar-Bourloton in Maillezais wurde nach ihm benannt.

## Werke (Auswahl)
- L'Allemagne contemporaine, par Edgar Bourloton, engagé volontaire de 1870 aux zouaves de la Garde, Paris, Germer Baillière, 1873
- La Commune et ses idées à travers l'histoire (gemeinsam mit Edmond Robert), Paris, Germer Baillière, 1873
- L'Histoire de Maillezais, Manuskript von 1875., publiziert 2008 von Éditions Le Thabor
- Dictionnaire des Parlementaires avec Adolphe Robert et Gaston Cougny, 5 Bände, 1889–1891.
- Le Clergé de la Vendée pendant la Révolution, Vannes, Lafolye frères, 1898